# ナショナル・エアラインズ (N8)
ナショナル・エアラインズ（英語: National Airlines）またはナショナル・エア・カーゴ（英語: National Air Cargo）とは、フロリダ州オーランドに拠点を置くアメリカの航空会社である。設立当時はマーリィー・エアという名称だった。主に貨物チャーター便や旅客チャーター便を飛ばしている。2012年12月16日にはハブ空港であるオーランド・サンフォード国際空港からの定期便を運航し始めた。

## 歴史
マーリィー・エアは1985年に設立し、1986年6月に運行を開始。初めは三菱 MU-2を貨物機として運用していた。2005年4月、マーリィー・エアが新たに取得した証明書に基づいて、マーリィー・エアとその姉妹会社であるマーリィー・アビエーションが合併。2008年12月、マーリィー・エアがナショナル・エアラインズに名称を変更し、「ナショナル・エア・カーゴ・グループ社」の傘下で運航し始めた。
ナショナル・エアラインズがかつて運航していた定期便は、ハブ空港であるオーランド・サンフォード国際空港からコーコモー市民空港、シカゴ・ロックフォード国際空港、ケイプ・メイ・コ空港、トロント・ピアソン国際空港へ就航していた。（ほとんどの定期便がウィロー・ラン空港へ奇航）この定期便ではサーブ 340やBAe ジェットストリーム 31が運用されていた。

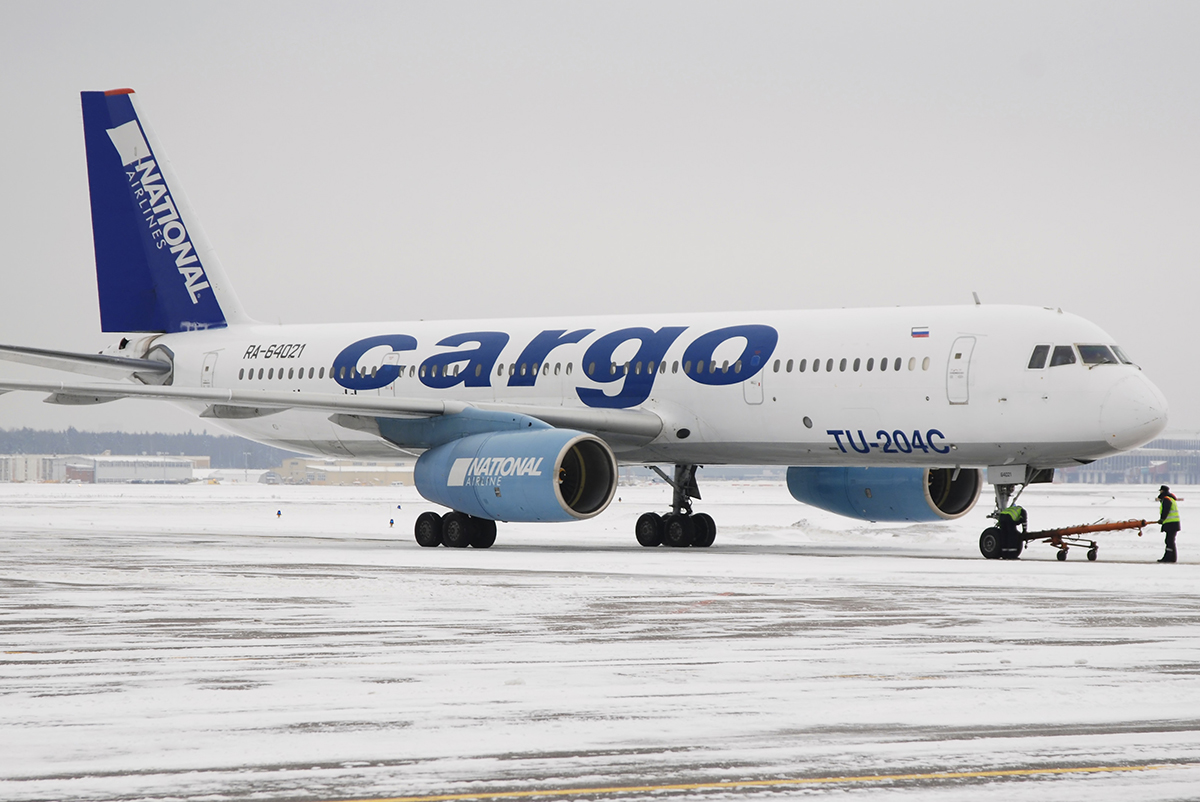
アヴィアスタル-TUからリースされていたTu-204

貨物便では、DC-8-63CFを2機（機体記号：N921R/N865F）、DC-8-71Fを1機（機体記号：N872CA）運用していた。その後、DC-8-63CFの内1機が退役し、DC-8-71F（機体記号：N155CA）が1機導入された。2009年4月、ミシガン州イプシランティからバグラム空軍基地への貨物便の運航を開始。同年8月にはカンダハール国際空港へも就航し始めた。2010年の夏頃には、3機のボーイング747-400BCFを購入。これらの747型機は元々エア・アトランタ・アイスランディックが所有していたものだった。
2011年5月、ナショナル・エアラインズはボーイング757-200を借り、ドバイ発の旅客機として運用し始めた。その後、2013年には2機目のボーイング757-200を導入し、ドバイでのチャーター機として運用していた。
2015年9月、ナショナル・エアラインズはオーランド・サンフォード国際空港からボーイング757型機を定期便として運用すると発表した。主な就航地はセントジョンズ国際空港、ウィンザー国際空港、バンクーバー国際空港、ルイス・ムニョス・マリン国際空港である。
2021年にエバーグリーン国際航空から747 スーパータンカー（747-400BCFからの改造機）を購入、貨物機に再改造して運用（N936CA）している。

## 会社の業務
ナショナル・エア・カーゴ社の本部はニューヨークのオーチャードパークにあり、ナショナル・エアラインズの本社はフロリダ州のオーランドにある。
ナショナル・エアラインズのハブ空港はミシガン州イプシランティ近くのウィロー・ラン空港である。会社がその空港をハブ空港とした時には、79名の従業員がいた。

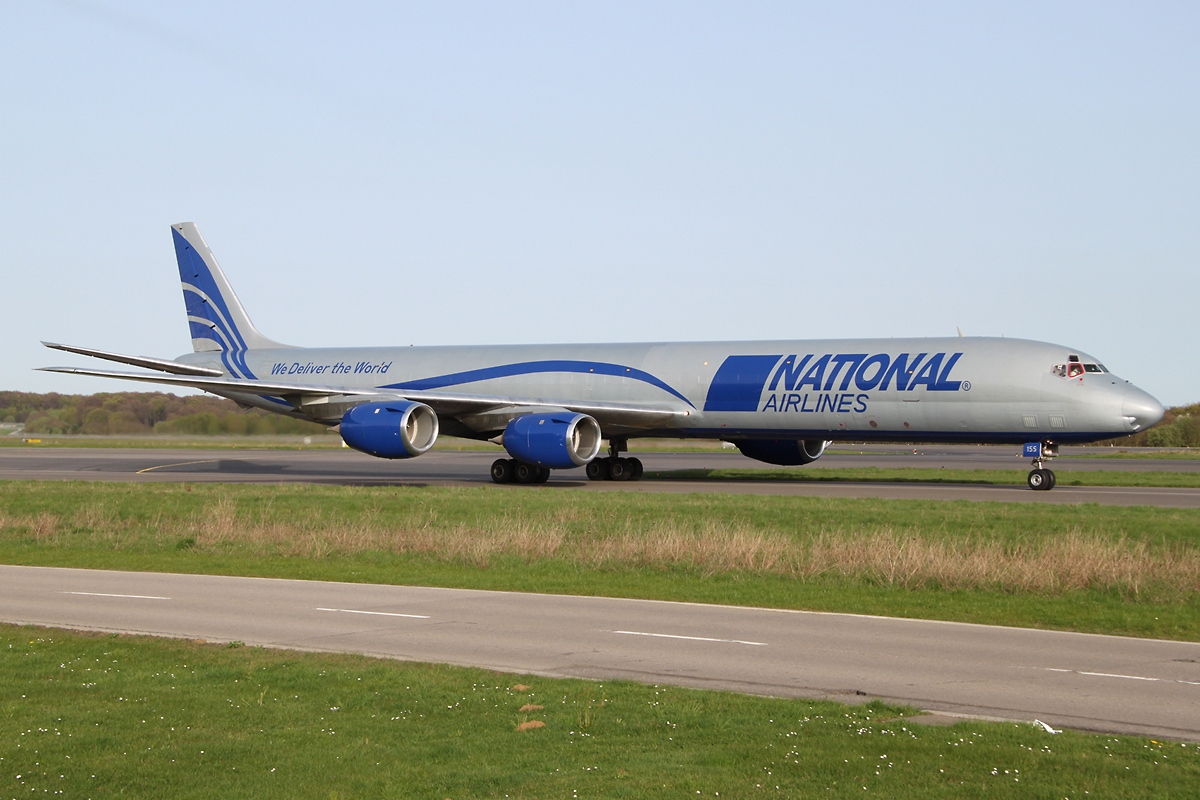
ナショナル・エアラインズでSuper 70として運用されていたDC-8

2013年1月9日、オーランドでは105件、ミシガン州では26件を超えるオファーが来ており、従業員79名のうち49名は転勤する予定があった。そのため、航空会社は従業員を通常のオフィススペースではなくクラスAのオフィススペースへ移動させたいと考えていた。その他、航空会社の拠点も移動させたいと考えており、会社の人事担当責任者のギャレット・マーチャーシュによると、元々はミシガン州のアナーバーを検討しており、ミシガン経済開発社とも話し合ったという。しかし、会社のオーナー2名がフロリダ州から来ているというメトロオーランド経済開発委員会の副社長の意見から拠点はフロリダ州オーランドとなった。航空会社の貨物輸送部門と旅客部門は軍事空輸業務に関する契約を結んでおり、102便墜落事故の後、ニュージーランド国防軍は空輸業務の契約については無期限に延長すると発表した。

## 保有機材

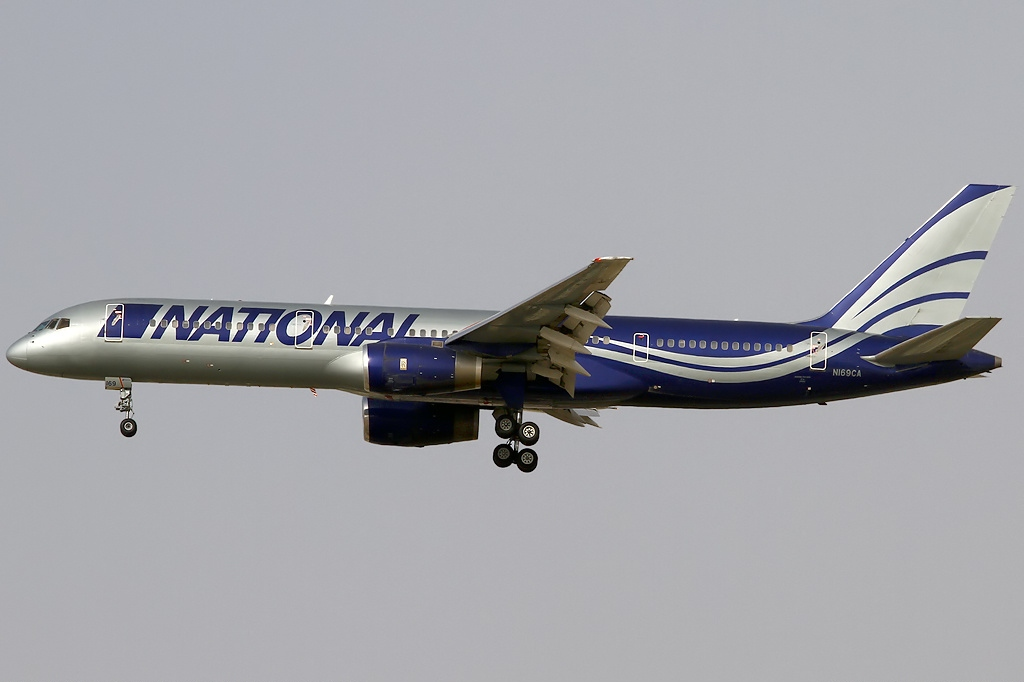
ナショナル・エアラインズの旅客機であるB757-200

2023年1月時点での保有機材は以下の通りである。

## 事故・事件

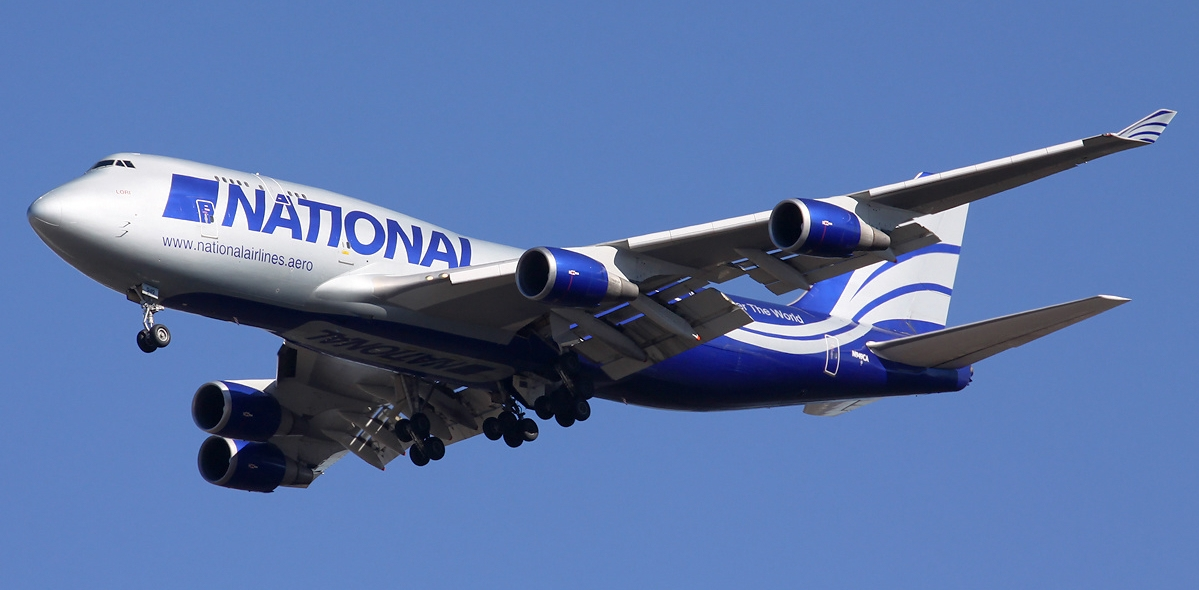
バグラム空軍基地近郊に墜落したナショナル・エアラインズのボーイング747-428BCF（N949CA）

2013年4月29日、現地時間午後3時30分頃（11時00分UTC）ナショナル・エアラインズ102便（使用機材：ボーイング747-428BCF、機体記号：N949CA）がバグラム空軍基地を離陸後すぐに墜落し、乗員7名全員が死亡した。荷崩れした貨物が横滑りし第1、第2系統の油圧と油圧ジャッキを破壊したことによる失速が主な事故原因だった。
2016年10月29日、セントジョンズ空港局はナショナル・エアラインズの保有機材の内、旅客機として運用されているボーイング757型機（N176CA）1機を摘発し、運航中におけるサービスの未払いを主張した。そして航空会社は2017年1月6日にニューファンドランド・ラブラドール州への運航を中止し、10月からサービス終了まで予定されていた多くの航空便をキャンセルすると発表した。